# Carrancas
Carrancas is een gemeente in de Braziliaanse deelstaat Minas Gerais. De gemeente telt 4.182 inwoners (schatting 2009).

## Aangrenzende gemeenten
De gemeente grenst aan Cruzília, Itutinga, Luminárias, Minduri, Nazareno, São João del-Rei en São Vicente de Minas.